# Kazuto
Kazuto (Taisato Kazutom, Okinawa, 19 de setembro de 1984) é um guitarrista japonês e membro da banda High and Mighty Color.